# Ismaïl ben Jafar
Ismâ`il ben Ja`far (arabe إسماعيل بن جعفر ismā`īl ben ja`far) est né à Médine entre 719 et 722. Fils aîné du sixième imam chiite (Jafar as-Sâdiq), il est probablement  mort avant  son père en laissant un héritier son fils Muhammad. Ses partisans créèrent la Dawa des ismaéliens contre son frère cadet Mûsa qui devint le septième imâm à la tête des imâmites.

## Histoire
Les califes abbassides considéraient les imâms chiites comme de dangereux concurrents sur le plan religieux et comme des adversaires politiques potentiels. Les imâms étaient donc étroitement surveillés. Le calife al-Mansûr essaya d’inviter Ja`far et son fils Isma`il à Bagdad dans le but de les surveiller plus étroitement. Ismâ`il étant le successeur désigné, son père le tenait à l’écart de ses autres enfants pour le protéger. Lors d’absences de Ja`far à Médine c’était Ismâ`il qui tenait le rôle d’imâm.
Il circule de nombreuses versions de sa disparition. La plus simple dit qu’il serait mort en 762 trois ans avant son père. Une autre affirme que l’enterrement qui eut lieu en 762 n’était qu’une feinte pour échapper à la vindicte du calife. Dans cette hypothèse, Ismâ`il serait mort en 775 dix ans après son père. Il aurait terminé sa vie en restant caché et il aurait donné à son fils Muhammad al-Maktûm l’ordre d’administrer la communauté en son nom. Une autre c'est qu'il aurait disparu, qu'il n'est pas mort mais occulté.
Ibn Khaldûn donne l’opinion d’un sunnite sur cette question : « Les ismaéliens prétendent que l'imamat revint à l'imam Ismâ`il par désignation de son père Ja`'far as-Sâdiq. L'effet de cette désignation, disent-ils, fut que l'imamat devait demeurer dans sa descendance, bien que lui-même mourût avant son père, comme dans l'histoire de Moïse et d'Aaron. Ils disent que l'imamat passa d'Ismâ`il à son fils Muhammad al-Maktûm, qui fut le premier des imams cachés. »